# Dioundiou
Dioundiou est une localité et une commune rurale du Niger, chef-lieu du département de Dioundiou, région de Dosso.

## Géographie
La localité de Dioundiou est située à 79 km au sud-est du chef-lieu régional Dosso.
| Téssa | Karguibangou, Zabori | Karakara               |
| Farey | Dioundiou            | Arewa Dandi ( Nigeria) |
|       | Yélou                |                        |

## Histoire
La commune rurale de Dioundiou instaurée en 2002, est issue du canton de Dioundiou.

## Population
Lors du recensement général de 2012, la population communale est relevée à 54 157 habitants. La localité compte 6 054 habitants en 2012.

## Localités
La commune s'étend sur 74 villages, 72 hameaux et 8 camps au sud du département de Dioundiou.

## Services et infrastructures
- Centre de Santé Intégré (CSI) à Dioundiou, Koutoumbou[5].
- Collège d'enseignement général (CEG) à Dioundiou, Koutoumbou.
- Collège d'enseignement technique (CET) à Dioundiou,
- Centre de formation des métiers (CFM) à Dioundiou.